# ابيضاض الدم اللمفاوي
ابيضاض الدم اللمفاوي هو مجموعة من ابيضاضات الدم (اللوكيميا) التي تصيب الخلايا اللمفاوية المنتشرة، وهي نوع من خلايا الدم البيضاء. ترتبط ابيضاضات الدم اللمفاوية ارتباطًا وثيقًا بالأورام اللمفاوية في الخلايا اللمفاوية، لدرجة أن بعضها عبارة عن كيانات مرضية وحدوية يمكن تسميتها بأي من الاسمين (على سبيل المثال، سرطان (ابيضاض) الدم / سرطان الغدد اللمفاوية في الخلايا التائية البالغة). هذه الأمراض كلها اضطرابات تكاثر لمفاوي. تتضمن معظم ابيضاضات الدم اللمفاوية نوعًا فرعيًا معينًا من الخلايا اللمفاوية، وهي الخلايا البائية.

## التصنيف
قسمت ابيضاضات الدم اللمفاوية تاريخيًا بشكل أكثر شيوعًا حسب مرحلة النضج التي توقفت فيها الخلايا اللمفاوية النسيلية (الورمية) عن النضج إلى:
- ابيضاض الدم الليمفاوي الحاد
- ابيضاض الدم الليمفاوي المزمن

ومع ذلك، فقد أكد تصنيف منظمة الصحة العالمية المؤثر (المنشور في عام 2001) على زيادة التركيز على سلالة الخلايا. تحقيقًا لهذه الغاية، يمكن أيضًا تقسيم ابيضاض الدم اللمفاوي حسب نوع الخلايا المصابة:
- ابيضاض الدم في الخلايا البائية
- ابيضاض الدم في الخلايا التائية
- ابيضاض الدم في الخلايا الفاتكة الطبيعية (إن كيه)

النوع الأكثر شيوعًا من ابيضاض الدم اللمفاوي هو ابيضاض الدم اللمفاوي المزمن في الخلايا البائية.

### ابيضاض الدم من الخلايا البائية
يصف ابيضاض الدم بالخلايا البائية عدة أنواع مختلفة من ابيضاض الدم الليمفاوي الذي يصيب الخلايا البائية.
| مقارنة بين أكثر أنواع ابيضاضات الدم في الخلايا البائية شيوعًا              | الوقوع                                                                       | علم أمراض الأنسجة | واسمات الخلايا                 | التعليقات |
| ابيضاض الدم اللمفاوي المزمن للخلايا البائية (ICD-O: 9823/3)               | 30٪ من جميع أنواع اللوكيميا. أيضًا 3 إلى 4٪ من الأورام اللمفاوية عند البالغين | الخلايا اللمفاوية الصغيرة المريحة مختلطة مع عدد متغير من الخلايا النشطة الكبيرة. تمحا الغدد اللمفاوية بشكل منتشر      | CD5، الغلوبولين المناعي السطحي | يُصاب به كبار السن. عادة ما تشمل الغدد اللمفاوية ونخاع العظام والطحال. يعاني معظم المرضى من تورط الدم المحيطي. الكسل. |
| اللوكيميا اللمفاوية في الخلايا البائية السلائف (ICD-O: 9835 / 3-9836 / 3) | 85٪ من اللوكيميا الحادة في مرحلة الطفولة، أقل شيوعًا عند البالغين             | الخلايا اللمفاوية ذات الملامح النووية غير المنتظمة، الكروماتين المكثف، النوى الصغيرة والسيتوبلازم الضئيل بدون حبيبات. | TdT، CD19                      | يظهر عادة على شكل ابيضاض الدم الحاد                                                                                  |

تشمل الأنواع الأخرى، مع رمز ICD-O:
- 9826/3 - ابيضاض الدم اللمفاوي الحاد، نوع الخلايا البائية الناضجة
- 9833/3 - ابيضاض الدم النخاعي للخلايا البائية
- 9940/3 - ابيضاض الدم مشعر الخلايا

### ابيضاض الدم في الخلايا التائية
يصف ابيضاض الدم في الخلايا التائية عدة أنواع مختلفة من ابيضاض الدم الليمفاوي الذي يؤثر على الخلايا التائية.
ابيضاض الدم الأكثر شيوعًا في الخلايا التائية هو ابيضاض الدم اللمفاوي في الخلايا التائية. يسبب 15٪ من اللوكيميا الحادة في الطفولة، وكذلك 40٪ من الأورام اللمفاوية في الطفولة. وهو أكثر شيوعًا عند الذكور المراهقين. شكله المورفولوجي مطابق لتلك الموجودة في سلائف ابيضاض الدم اللمفاوي للخلايا البائية. تتضمن محددات الخلايا TdT وCD2 وCD7. غالبًا ما تظهر ككتلة منصفية بسبب تورط الغدة الصعترية. يرتبط ارتباطًا وثيقًا بطفرات NOTCH1.
تشمل الأنواع الأخرى:
- ابيضاض الدم اللمفاوي الحبيبي الكبير
- ابيضاض الدم في الخلايا التائية / سرطان الغدد اللمفاوية
- ابيضاض الدم في الخلايا التائية

في الممارسة العملية، قد يكون من الصعب التمييز بين سرطان الدم في الخلايا التائية وسرطان الغدد اللمفاوية التائية، وغالبًا ما تجمع معًا.

### ابيضاض الدم في الخلايا الفاتكة الطبيعية
ابيضاض الدم الاجتياحي في الخلايا الفاتكة الطبيعية (ANKL) هو ابيضاض الدم اللمفاوي الذي هو عبارة عن نقص في الخلايا القاتلة الطبيعية. لا يُعرف الكثير عن هذا المرض نظرًا لندرته، لكنه شديد العدوانية. يموت غالبية مرضى ابيضاض الدم في الخلايا القاتلة الطبيعية في غضون عام من التشخيص، وفي حالة ANKL على وجه الخصوص، يموت نصف المرضى في غضون شهرين.